# 小行星3443
小行星3443，又称为李政道星，是由紫金山天文台在1979年9月26日发现的火星轨道穿越小行星。
小行星3443以美籍华裔理论物理学家，1957年诺贝尔物理学奖获得者李政道命名。